# 엘리샤 로렌스
엘리샤 로렌스(Elisha Lawrence, 1746년, 영국령 아메리카 뉴저지 식민지 ~ 1799년 7월 23일, 뉴저지주 레드밸리)은 미국의 정치인으로 뉴저지주 주지사 권한대행이다.

## 경력
- 1780 ~ 1783 뉴저지 상원의원
- 1789 ~ 1792 뉴저지 상원의원
- 1789 ~ 1792 제5대 뉴저지 주의회 부의장
- 1790.07 ~ 1790.10 뉴저지 주지사 권한대행
- 1795 ~ 1795 뉴저지 상원의원
- 1795 ~ 1795 제7대 뉴저지 주의회 부의장
- 1795.05 ~ 1796.05 제5대 먼마우스 카운티 판사 및 자유권자 위원회 의장

## 역대 선거 결과
| 선거명      | 직책명                       | 대수 | 정당   | 득표율 | 득표수 | 결과 | 당락 |
| ----------- | ---------------------------- | ---- | ------ | ------ | ------ | ---- | ---- |
| 1797년 선거 | 하원의원 (뉴저지 광역선거구) | 5대  | 연방당 | 0.46%  | 206표  | 20위 | 낙선 |